# PJ Ladd
Pour les articles homonymes, voir Ladd.
PJ Ladd  (Patrick John Ladd) est un skateboarder professionnel, né le 11 janvier 1982 à Rockland, Massachusetts, États-Unis. Il vit actuellement à Los Angeles, en Californie.

## Biographie
PJ Ladd à l'aise en regular autant qu'en switch, il impressionne la scène du skateboard par sa maîtrise technique et son style. Ladd s'est fait connaitre grâce à la vidéo Wonderful, Horrible, life ;  dans laquelle on retrouve également son ami Ryan Gallant. La prestation de PJ Ladd dans cette vidéo a impressionné les skateurs du monde entier, et lui a ouvert de nombreuses portes qui lui permettront de poursuivre une carrière professionnelle dans le skateboard.
Il y aura également des images dans la deuxième vidéo du skateshop Coliseum, mais étant parti en Californie et ne pouvant contrôler ce qui se passe à Boston, le magasin utilisera de vieilles vidéos de lui pour promouvoir la vidéo (c'est pour ça que sa prestation parait décevante par rapport à la vidéo précédente, 2 années s'étant pourtant écoulées). Ladd est sans contestation possible l'un des meilleurs street skateurs au monde aujourd'hui.
Après un passage chez  Flip, où il côtoie de célèbres skateurs comme Geoff Rowley ou Arto Saari, il rejoint ensuite le team Plan B en 2005. En 2009, PJ Ladd skate avec des grands noms du skateboard comme Danny Way ou Paul Rodriguez.
Il quitte la marque de chaussures és footwear et en 2008, il rejoint la marque de chaussures américaine DC Shoes.
En juin 2012, il remporte la 5e édition du "Battle at the berrics", célèbre concours type Game of Skate, devant Mike Mo Capaldi et Shane O'Neill.